# Jerzy Kalinowski
Jerzy Dominik Maria Kalinowski, fr. Georges Kalinowski (ur. 4 sierpnia 1916 w Lublinie, zm. 21 października 2000 w Dijon, Francja) – polski i francuski filozof, logik-teoretyk, specjalista w dziedzinie logiki deontycznej. 

## Życiorys
Uczył się w gimnazjum oo. jezuitów w Chyrowie, po uzyskaniu magisterium w 1934 powrócił do rodzinnego miasta, gdzie rozpoczął studia na Wydziale Prawa i Nauk Społeczno-Ekonomicznych Katolickiego Uniwersytetu Lubelskiego. Podczas studiów pod wpływem prof. Czesława Martyniaka zainteresował się filozofią, w 1938 uzyskał tytuł magistra i rozpoczął aplikaturę w lubelskim sądzie apelacyjnym. 
W 1939 został powołany do służby wojskowej w 9 Pułku Piechoty Legionów w Zamościu, skąd w sierpniu tego samego roku przeniesiono go do Łucka, gdzie był tłumaczem dla francuskich instruktorów w baonie pancernym. Walczył podczas kampanii wrześniowej, 18 września przekroczył granicę polsko-rumuńską i został internowany. W grudniu 1939 przedostał się do Francji, gdzie wstąpił w szeregi formującego się Wojska Polskiego, skąd po kilku miesiącach został przeniesiony do rezerwy, ponieważ zachorował na gruźlicę. Nie posiadając dokumentów tożsamości zmuszony był ukrywać się, dzięki życzliwości obcych ludzi leczył się w szpitalu w Niort, a następnie w sanatorium w La Grolle. W 1942 ożenił się z poznaną w Niort Francuzką M.A. Bouchard. Od 1943 przez trzy lata studiował na Wydziale praca na Université de Poitiers, a następnie powrócił do Polski, gdzie zawodowo związał się z Katolickim Uniwersytetem Lubelskim. 
Początkowo był starszym asystentem w Katedrze Filozofii Prawa na Wydziale Prawa. W 1947 przedstawił pracę doktorską pt. „Teoria reguły społecznej i reguły prawnej Leona Duguit”, tematem tym zainteresował go prof. Czesław Martyniak (1906–1939). Następnie został mianowany zastępcą profesora na Wydziale Prawa i Ekonomii, gdzie prowadził wykłady z filozofii prawa i logiki. Po zapoznaniu się z manuskryptem napisanym przez brata matki, prof. Zygmunta Zawirskiego, swoje zainteresowania naukowe skupił na logice. W 1951 habilitował się, przedstawiając rozprawę pt. „Logika zdań praktycznych”. Jej recenzentami byli profesorowie Tadeusz Kotarbiński i Jerzy Słupecki. W 1952 decyzją władz państwowych uległ likwidacji Wydział Prawa i Ekonomii, a Jerzy Kalinowski został przeniesiony na Wydział Filozofii, gdzie równocześnie objął funkcję dziekana i pełnił ją przez pięć lat, od 1956 jako profesor nadzwyczajny. Podczas pracy dydaktycznej zetknął się z Karolem Wojtyłą. 19 stycznia 1955 został odznaczony Medalem 10-lecia Polski Ludowej. 
Względy polityczne i rodzinne sprawiły, że w 1958 emigrował do Francji. Nie doszły jednak do realizacji plany rozpoczęcia pracy dydaktyczno-naukowej w Sekcji Filozoficznej Centre national de la recherche scientifique. Przyczyną było nieuznanie przez władze francuskie polskiej habilitacji (brak francuskiego stopnia naukowego docteur d’État), w związku z czym Jerzy Kalinowski został wykładowcą na Wydziale Filozoficznym Instytutu Katolickiego w Lyonie. Od 1961 pracował w charakterze Chargé de recherche w Centre national de la recherche scientifique (CNRS). W 1968 na Université Bordeaux 4 Jerzy Kalinowski przedstawił pracę główną pt. Le problème de la vérité en morale et en droit oraz pracę poboczną pt. Querelle de la science normative i otrzymawszy wysoką notę, uzyskał brakujący stopień, który pozwolił mu kontynuować przerwaną w 1958 pracę akademicką. Do końca kariery naukowej był związany zawodowo z CNRS, gdzie pracował naukowo w ramach grupy tworzącej Centre de Philosophie du Droit. Na łamach wydawanego przez nią rocznika Archives de philosophie du droit prowadził działy logiki norm, logiki tzw. prawniczej oraz recenzji. 

## Twórczość
- Teoria zdań normatywnych (1953).
- Théorie des propositions normatives (1953).
- Teoria poznania praktycznego (1960).
- Introduction à la logique juridique (1965).
- La problème de la vérité en morale et en droit (1967).
- Querelle de la science normative (1969).
- Études de logique déontique (I: 1953–1969, 1972).
- La logique des normes (1972).
- L’impossible métaphysique (P 1981).
- Sémiotique et philosophie (P 1985).
- La phénoménologie de l’homme chez Husserl, Ingarden, Scheler (1991).
- Expérience et phénoménologie: Husserl, Ingarden, Scheler (1992).
- La logique déductive. Essai de présentation au juristes (1996).
- Poszerzone serca. Wspomnienia (1997).